# Diphénylphosphine
La diphénylphosphine est un composé organophosphoré de formule chimique (C6H5)2PH. Elle se présente sous la forme d'un liquide transparent pyrophorique à l'odeur nauséabonde qui s'oxyde facilement au contact de l'air. Elle est utilisée comme précurseur de ligands organophosphorés agissant comme catalyseurs.

## Synthèse
La diphénylphosphine peut être obtenue à partir de triphénylphosphine (C6H5)3P par réduction en diphénylphosphure de lithium (C6H5)2PLi, qui est ensuite protoné :
(C6H5)3P + 2 Li ⟶ (C6H5)2PLi + C6H5Li ;
(C6H5)2PLi + H2O ⟶ (C6H5)2PH + LiOH.

## Réactions
La diphénylphosphine est un réactif couramment utilisé au laboratoire. Elle peut par exemple être déprotonée pour donner des dérivés diphénylphosphure :
(C6H5)2PH + LiCH2–CH2–CH2–CH3 ⟶ (C6H5)2PLi + CH3–CH2–CH2–CH3.
L'alkylation de la diphénylphosphine est un moyen courant pour préparer des ligands phosphine, des réactifs de Horner-Wadsworth-Emmons et des sels de phosphonium PH4+. L'atome d'hydrogène lié au phosphore subit une sorte d'addition de Michael sur des alcènes activés, ce qui permet d'obtenir des ligands tels que le 1,2-bis(diphénylphosphino)éthane (C6H5)2PCH2CH2P(C6H5)2.
La diphénylphosphine et notamment les dérivés de diphénylphosphure sont des nucléophiles, de sorte qu'ils s'additionnent sur les doubles liaisons carbone=hétéroatome. Par exemple, la diphénylphosphine s'additionne en présence d'acide chlorhydrique concentré à 100 °C sur l'atome de carbone du benzaldéhyde C6H5CHO pour donner le (phényl-(phénylmétyl)phosphoryl)benzène (C6H5)2P(O)CH2C6H5 :
(C6H5)2PH + C6H5CHO ⟶ (C6H5)2P(O)CH2C6H5.
La diphénylphosphine est faiblement basique. Le pKa de l'espèce protonée vaut 0,03 :
(C6H5)2PH2+  {\displaystyle \rightleftharpoons }  (C6H5)2PH + H+.